# 神戸商工会議所
神戸商工会議所（こうべしょうこうかいぎしょ、略称：神商（しんしょう）、英: The Kobe Chamber of Commerce and Industry、英略称：KCCI）は、主に神戸市内に事業所をおく企業・団体で運営されている商工会議所。会員数は約1万1千社。東京、大阪に次いで3番目に古い商工会議所である。

## 沿革
- 1878年 - 兵庫区長神田兵右衛門を発起人代表として兵庫商法会議所が発足
- 1879年 - 兵庫・神戸の合併による神戸区の発足に伴い、神戸区商法会議所と改称[2]
- 1886年 - 神田兵右衛門、小寺泰次郎らによって、神戸商業会議所を改めて設置[3]
- 1890年 - 全国に先駆けて商業会議所条例に基づく神戸商業会議所として農商務大臣により認可
- 1928年 - 商工会議所法の制定に伴い、神戸商工会議所に改組
- 1943年 - 商工経済会法により兵庫県商工経済会に改組
- 1946年 - 商工経済会法廃止に伴い、社団法人神戸商工会議所に改組
- 1954年 - 新商工会議所法による特別認可法人に改組
- 1978年 - 創立100周年を記念して小磯良平監修の元、ロゴマークを作成
- 2002年 - 前年の「特殊法人等整理合理化計画」に関連して特別民間法人に改組

### 歴代会頭
| 代数   | 氏名         | 在任期間       | 出身企業                                             |
| ------ | ------------ | -------------- | ---------------------------------------------------- |
| 初代   | 神田兵右衛門 | 1878年〜1879年 | 兵庫開港商社                                         |
| 第2代  | 白洲退蔵     | 1879年〜1886年 | 志摩三商会                                           |
| 第3代  | 村野山人     | 1887年〜1891年 | 山陽鉄道                                             |
| 第4代  | 中上川彦次郎 | 1891年         | 山陽鉄道                                             |
| 第5代  | 村野山人     | 1891年〜1892年 | 山陽鉄道                                             |
| 第6代  | 山本亀太郎   | 1892年〜1905年 | 神戸製茶会社                                         |
| 第7代  | 岸本豊太郎   | 1905年〜1909年 | 岸本銀行                                             |
| 第8代  | 松方幸次郎   | 1909年〜1910年 | 川崎造船所（現・川崎重工業）                         |
| 第9代  | 瀧川辨三     | 1910年〜1911年 | 清燧社（現・兼松サステック）                         |
| 第10代 | 松方幸次郎   | 1911年〜1915年 | 川崎造船所（現・川崎重工業）                         |
| 第11代 | 川西清兵衛   | 1915年         | 日本毛織・兵庫電気軌道（現・山陽電気鉄道）           |
| 第12代 | 瀧川儀作     | 1915年〜1917年 | 東洋燐寸（現・兼松サステック）                       |
| 第13代 | 田村新吉     | 1917年〜1921年 | 田村商会                                             |
| 第14代 | 瀧川儀作     | 1921年〜1925年 | 帝国燐寸（現・兼松サステック）                       |
| 第15代 | 鹿島房次郎   | 1925年〜1931年 | 川崎造船所（現・川崎重工業）・川崎汽船               |
| 第16代 | 岡崎忠雄     | 1931年〜1937年 | 神戸岡崎銀行（現・三井住友銀行）                     |
| 第17代 | 榎並充造     | 1937年〜1941年 | 阪東調帯護謨（現・バンドー化学）                     |
| 第18代 | 岡崎忠雄     | 1941年〜1943年 | 神戸銀行（現・三井住友銀行）                         |
| 第19代 | 菊地吉蔵     | 1943年〜1948年 | 東和汽船                                             |
| 第20代 | 宮崎彦一郎   | 1948年〜1955年 | 丸紅飯田（現・丸紅）                                 |
| 第21代 | 岡崎真一     | 1955年〜1964年 | 同和火災海上保険（現・あいおいニッセイ同和損害保険） |
| 第22代 | 浅田長平     | 1964年〜1969年 | 神戸製鋼所                                           |
| 第23代 | 砂野仁       | 1969年〜1976年 | 川崎重工業                                           |
| 第24代 | 外島健吉     | 1976年〜1982年 | 神戸製鋼所                                           |
| 第25代 | 石野信一     | 1982年〜1991年 | 太陽神戸銀行（現・三井住友銀行）                     |
| 第26代 | 牧冬彦       | 1991年〜1999年 | 神戸製鋼所                                           |
| 第27代 | 大庭浩       | 1999年〜2003年 | 川崎重工業                                           |
| 第28代 | 水越浩士     | 2004年〜2010年 | 神戸製鋼所                                           |
| 第29代 | 大橋忠晴     | 2010年〜2016年 | 川崎重工業                                           |
| 第30代 | 家次恒       | 2016年〜2022年 | シスメックス                                         |
| 第31代 | 川崎博也     | 2022年～       | 神戸製鋼所                                           |

## 支部
| 支部名           | 住所                                               | 担当                                     |
| ---------------- | -------------------------------------------------- | ---------------------------------------- |
| 経営支援センター | 中央区東川崎町1-8-4 神戸市産業振興センター6階      | 市内全域、創業・経営革新・事業継承の相談 |
| 東神戸支部       | 灘区友田町3-6-15 KHK灘ビル3階                      | 東灘区・灘区                             |
| 中央支部         | 中央区東川崎町1-8-4 神戸市産業振興センター1階      | 中央区・兵庫区・北区                     |
| 西神戸支部       | 長田区久保町6-1-1-302-2 アスタくにづか4番館東棟3階 | 長田区・須磨区・西区・垂水区             |

## 部会
会員は業種に応じていずれかの部会に所属する。
- 小売商業
- 卸売商業
- 生活産業
- 化学
- 機械エネルギー
- 貿易
- 金融専門サービス
- 建設
- 海運港湾
- 交通観光
- 情報サービス文化